# Hugoposé
Hugo, plus connu sous le pseudo Hugoposé anciennement HugoPOSAY ou encore MultiGaming01, né le 29 avril 1999, est un vidéaste web français.

## Biographie

### Enfance et jeunesse
Né le 29 avril 1999 en France, Hugo commence sa carrière en ligne à l'âge de 11 ans. Il ouvre sa chaîne YouTube sous le nom de « MultiGaming01 » en mai 2011, où il poste des vidéos principalement axées sur des jeux vidéo populaires tels que Minecraft, Call of Duty, et Grand Theft Auto. Très tôt, il se fait remarquer par ses vidéos de déballage de produits et ses premières vidéos de jeux vidéo,.

### Évolution de sa carrière
Au fil des années, Hugo réoriente le contenu de sa chaîne, et après avoir changé le nom de sa chaîne pour « HugoPosay », il commence à publier des vidéos humoristiques. L'une de ses séries les plus populaires est Essayez de ne pas rire, qui rencontre un grand succès auprès de ses abonnés. Il crée également un programme hebdomadaire appelé Le Vendredi des vrais, dans lequel il aborde divers sujets tels que des vidéos drôles, des conseils absurdes, et des réflexions sur la culture pop.
Hugo se distingue par son engagement auprès de sa communauté et multiplie les rencontres avec ses fans, contribuant à renforcer sa popularité. Sa chaîne devient un espace où il mélange gaming et humour, attirant ainsi une large audience. En 2017, il obtient le « Bouton Play » de YouTube, une récompense attribuée aux créateurs ayant dépassé le million d'abonnés,.

### Présence sur les réseaux sociaux
En plus de sa chaîne YouTube, Hugoposay est également actif sur Instagram, où il compte plus de 900 000 abonnés. Il est également suivi par une communauté importante sur Facebook et d'autres plateformes sociales. Sa capacité à produire des vidéos humoristiques et divertissantes lui permet de maintenir une présence constante sur ces réseaux, même après plusieurs pauses dans sa production de contenu.

### Pause et retour sur YouTube
En 2021, après plus de dix ans d'activité, Hugo prend une pause prolongée de plus d'un an avant de revenir sur sa chaîne YouTube en octobre 2022 et qu'il renomme Hugoposé. Il explique dans une vidéo qu'il avait besoin de prendre du recul pour réfléchir à la direction future de sa carrière. À son retour, il annonce une nouvelle approche plus réfléchie de la production de ses vidéos, en privilégiant la qualité plutôt que la quantité. 

## Vie privée
Il est un ami du vidéaste FastGoodCuisine.

## Filmographie

### Émission télévisée
- 2019 : Pékin Express, sur M6[9]